# Bathyraja bergi
Bathyraja bergi е вид хрущялна риба от семейство Arhynchobatidae. Видът не е застрашен от изчезване.

## Разпространение и местообитание
Разпространен е в Провинции в КНР, Русия (Курилски острови), Тайван и Япония.
Среща се на дълбочина от 300 до 1800 m.